# Lepisiota integra
Lepisiota integra (лат.) — вид мелких муравьёв рода Lepisiota из подсемейства Формицины.

## Распространение
Азия: Индия, Пакистан.

## Описание
Длина рабочих особей около 3 мм. Окраска тела красновато-коричневая. От близких видов отличается следующими признаками: голова субквадратная; чешуйка петиоля с отчетливо угловатыми сторонами, дорсально выемчатая с зубчатыми вершинными углами. Тело матовое, обильно покрыто прямостоячими щетинками. Усики состоят из 11 члеников; глаза хорошо развиты; заднегрудка с проподеальными зубчиками.

## Таксономия
Вид был впервые описан в 1894 году под названием Acantholepis frauenfeldi integra Forel, 1894. С 1995 года в составе рода Lepisiota, видовой статус таксон получил в 2021 году.